# Сердюк Олекса
Олекса Сердюк  (1884 — 1927) — український релігійний діяч 1920-тих років. Протоієрей УАПЦ на Кубані.

## Біографія
Народився в українській родині на Кубані. Закінчив Петербурзький університет. В 1921 році Олекса Сердюк відвідав Київ, де захопився рухом Української Автокефальної Православної Церкви. Тут же висвятився на священика й повернувся на Кубань для організації УАПЦ.
Після початку русифікації Кубані комуністами заарештований ДПУ. Підданий катуванням у слідчому ізоляторі ОГПУ СССР. Знущання призвели до психічної хвороби. Лікувався у Києві і Миргороді.
Помер у Києві у 1927 році. Родину комуністи повністю винищили.